# Bloody Mary (koktél)
A Bloody Mary koktélt az egyik legkomplexebb italnak tartják ízeit tekintve. A klasszikus, jelenleg hivatalosként elfogadott Bloody Mary receptjét Fernand Petiot gondolta ki, az italt pedig 1921-ben készítette el először Párizsban.

## Összetevők
- 4,5 cl vodka
- 9 cl paradicsomlé
- 1,5 cl citromlé
- 2-3 öntet Worcestershire-szósz
- Tabasco-szósz, zellersó, bors ízlés szerinti mennyiségben.